# درسا یاوری‌وفا
درسا یاوری‌وفا (زادهٔ ۳۱ ژوئیه ۲۰۰۳–۹ مرداد ۱۳۸۲) بدمینتون‌باز ایرانی الاصل است که برای حضور در تیم المپیک پناهندگان در بازی‌های المپیک تابستانی ۲۰۲۴ انتخاب شده است.

## زندگی
یاوری‌وفا که در سن ۹ سالگی توسط پدرش با بدمینتون آشنا شد، در ۱۵ سالگی به همراه مادرش، ایران را ترک کرد.
درسا و مادرش با استفاده از پاسپورت‌های جعلی آلمانی در نوامبر ۲۰۱۸ از ایران گریختند زیرا مادرش می‌خواست دین خود را تغییر دهد. پیشتر عضویت درسا بارها از سوی تیم ملی بدمینتون ایران رد شده بود، بدون اینکه دلیل آن را بگویند. پدرش که قطعات خودرو می‌فروشد، در ایران ماند تا در صورت نیاز به بازگشت همسر و دخترش آماده باشد.
درسا و مادرش که سفر خود را از ترکیه آغاز کرده بودند، سپس به آلمان، بلژیک و فرانسه رفتند، سرانجام در پایان در سال ۲۰۱۹ به انگلستان رسیدند.
آنها پس از آن که اجازه اقامت در این کشور را دریافت کردند، نخست در بیرمنگام زندگی کردد و سپس به لندن نقل مکان کردند. در آنجا او به کاوه محرابی، بازیکن سابق بدمینتون، مدیر بخش ورزشکاران کمیته بین‌المللی المپیک (IOC)، معرفی شد. محرابی به او پیشنهاد کرد که می‌تواند عضوی از تیم المپیک پناهندگان شود.
در ژوئیه ۲۰۲۳، بورسیه پناهندگی از طرف IOC به او اعطا شد. این کمک مالی به درسا کمک کرد تا در چندین تورنمنت جهانی شرکت کند و در ۲ مه ۲۰۲۴، او در میان ۳۶ ورزشکار برگزیده شده برای حضور در تیم المپیک پناهندگان ۲۰۲۴ قرار گرفت.
یاوری‌وفا در کنار آموزش و پیگیری حرفه ای بدمینتون در آکادمی سانکی در میلتون کینز، در حال تحصیل در رشته ورزش و علوم ورزشی در دانشگاه میدلسکس است.